# 더글러스 DC-4E

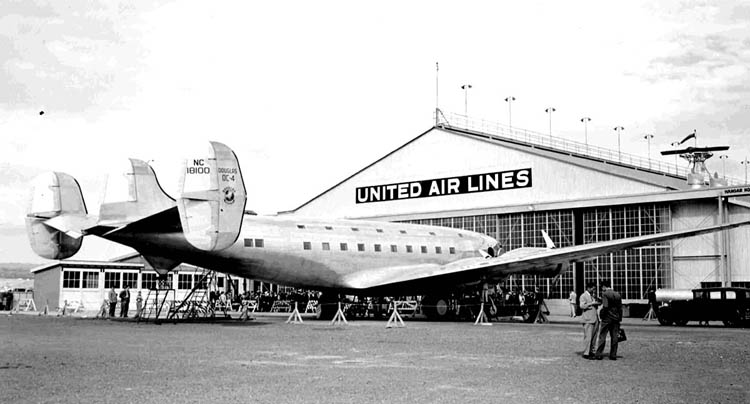
오클랜드 공항에서 촬영된 DC-4E

더글러스 DC-4E는 제 2차 세계대전 이전에 개발된 미국의 시험 여객기로, 실패작으로 평가받아 양산되지는 않았다. 이후 제작된 더글러스 DC-4는 완전히 새롭게 설계되어 상업상의 성공을 거두었다. 한편, 본 기체는 일본에 매각되어 나카지마 G5N 신잔을 설계하는 것에 활용되었다.

## 설계과정
본 기체의 설계는 1935년 유나이티드 항공의 항공기 요구사항에서 시작되었다. 이는 더글러스 DC-3에 비해 훨씬 큰 신형의 여객기를 요구한 것인데 당시에 DC-3은 아직 초도비행을 하지도 않은 상태였다. 이 의뢰안에 아메리칸 항공, 이스턴 항공, 팬 아메리칸 항공, 트랜스콘티넨탈 앤 웨스턴 항공이 함께 100,000씩을 출자하여 새로운 항공기를 개발하기로 하였다. 그러나 개발과정에서 비용의 상승과 기술의 복잡도가 발목을 잡아 팬 아메리칸과 TWA는 개발비용 지원을 철회하여 이보다 저렴한 보잉 307을 구입하였다.
본 기체의 설계는 1935년 유나이티드 항공사가 DC-3기보다 크고 멀리 나는 대형의 장거리 여객기를 설계해 달라고 의뢰한 것이었으며, 그 의뢰는 TWA, 이스턴 항공사, 팬 아메리칸 항공사가 관심을 가지게 되어 유나이티드 항공사와 함께 10만 달러를 모아서 더글러스 사에게 제공하였다. 그러나 나중에 TWA와 팬 아메리칸 항공사는 지원금액을 다시 돌려받고 보잉사의 보잉 307여객기를 사용하였다.
이 기체는 주간에 42명의 승객을 수송하고 야간에는 침대로 30명의 승객-동사의 DST형처럼 야간운행이 가능하게 개조될 수 있었다. 이 기체는 동사의 더글러스 DC-3의 두 배의 승객을 수송할 수가 있었으며, 대형기 중에서는 최초로 앞바퀴 착륙장치를 장비한 기체였다. 생산형에서는 유압객실도 장비될 예정이었으며 미익설계는 이미 존재하는 격납고에 충분히 수납할 수 있게 설계되었다. 4기의 프랫&휘트니 트윈 호넷 14기통 공랭식 엔진은 각 기마다 1,450마력의 출력을 제공하였다.

## 시제기
최초로 만들어진 시제기 등록번호 NX 18100은 1938년 6월 7일 캘리포니아 주의 산타 모니카에 있는 클로버 비행장에서 첫 비행을 하였다. 조종사는 칼 코버였다. 하지만 형식증명인증은 1939년 5월 5일에야 받았으며 이후 1939년 유나이티드 항공에 의해 시험운용되었다. 1939년 6월 9일, 오하이오 주 데이튼에서 오빌 라이트를 승객으로 하여 비행하기도 하였다. 기체 자체는 문제없이 비행하였으나 복잡한 설계로 인해 유지비가 과다할 것으로 예상되었으며 성능 역시 객석을 52석으로 늘리고 중량을 65000파운드(29,484kg)으로 증가시킨 것으로 인해 예상성능에 미달하였다.
결국 본 기체는 좀 더 소형의, 단순한 4발 여객기 설계안을 채택함에 의해 개발이 중단되었으며, 그 기체가 DC-4라 명명됨에 따라 실험기라는 의미에서 DC-4E로 재명명되었다. 이후 1939년 말 대일본항공에 매각되었는데 이는 일본해군의 나카지마 G5N 육상공격기 개발을 위해 역설계를 하기 위함이었다. 일본에 수입된 DC-4E는 얼마 후 도쿄만에서 추락했다고 발표되었으나, 실제로는 나카지마 사에서 군 관계자들의 입회 하에 역설계를 위해 연구되고 있었다.

## 제원
정보의 출처: McDonnell Douglas Aircraft since 1920, Vol. 1
일반 특성
- 승무원: 3
- 용량: 42
- 길이: 97 ft 7 in (29.74 m)
- 날개폭: 138 ft 3 in (42.14 m)
- 높이: 24 ft 6 in (7.48 m)
- 날개면적: 2,155.01 sq ft (200.207 m²)
- 공허중량: 42,564 lb (19,307 kg)
- 탑재중량: 61,500 lb (27,896 kg)
- 최대이륙중량: 66,500 lb (30,164 kg)
- 엔진: 4× 4 × 프랫&휘트니 R-2180-S1A1-G 트윈 호넷 14기통 금속제 3엽 피치 프로펠러, 1,450 hp (1,080 kW)  각각

성능
- 최대속도: 213 kn (245 mph, 394 km/h)
- 순항속도: 174 kn (200 mph, 322 km/h)
- 항속거리: 1,912 nmi, (2,200 mi , 3,541 km)
- 상승한도: 22,900 ft (6,980 m)
- 상승률: 1,175 ft/min (5.97 m/s)
- 날개하중: 28.5 lb/sq ft (139 kg/m²)
- 출력대중량비: 0.0943 hp/lb (4.8kW/kg)

## 관련 개발기
- 더글러스 DC-4
- 나카지마 G5N 신잔

## 같이 보기
- 더글러스 DC-4
- 나카지마 G5N 신잔
- 보잉 307 스트라톨라이너